# 상광
상광(尙廣, ?~?)은 중국 삼국시대 오나라의 술사(術士)이다. 

## 생애
272년 서릉독(西陵督) 보천(步闡)이 손호에게 해를 입는 것을 두려워하여 진나라에 귀부하고 오나라에 저항하였으며, 진나라에서는 양호(羊祜)와 양조(楊肇)에게 군사를 주고 보천을 돕게 했다. 그러나 이들은 모두 육항(陸抗)에게 격퇴당하고 보천 역시 죽임을 당하였다.
오군의 전과에 고무된 손호(孫皓)는 상광에게 오나라가 중국을 통일할 때를 점치게 했는데, 이때 상광은 경자년(280년)에 손호가 푸른 일산이 덮인 수레를 타고 낙양으로 들어가게 될 것이라고 예언했다. 상광의 예언을 믿은 손호는 자신이 중국을 통일할 것이라 여겨 피폐한 나라 사정은 생각지 않고 진나라를 공격할 것만을 생각하였다. 그러나 오나라는 280년에 진나라에게 멸망당하였다.

## 같이 보기
- 삼국지 인물 목록